# Paul Héroult
Paul Louis-Toussaint Héroult je bil francoski znanstvenik, ki je odkril elektrolizo aluminijevega oksida in razvil postopek za elektrolitsko proizvodnjo aluminija, * 10. april 1863, Thury-Harcourt, Francija, † 9. maj 1914, Antibes, Francija.

## Življenjepis
Paul Héroult je pri petnajstih letih prebral razpravo Henrija Sainte-Claire Devillea o aluminiju. Cena aluminija je bila takrat enaka ceni srebra, zato se je uporabljal predvsem za izdelavo luksuznih predmetov in nakita. Héroult ga je nameraval poceniti in leta 1886 mu je uspelo razviti proces za elektrolizo taline glinice, katere proizvod je bil kovinski aluminij. Isto leto je v ZDA enak proces razvil Charles Martin Hall (1863–1914). Proces se po njima imenuje Hall-Héroultov proces.
Héroultov drugi najpomembnejši dosežek je bila komercialno uspešna električna obločna peč za proizvodnjo jekla, ki jo je razvil leta 1900. Obločna peč je postopoma zamenjala ogromne peči za proizvodnjo različnih vrst jekel. Lete 1905 je bil povabljen v ZDA za tehničnega svetovalca več družb, predvsem jeklarskih korporacij United States Steel Corporation in Halcomb Steel Company. V ZDA je instaliral prvo električno obločno peč v Ameriki.
Izum električne obločne peči se je začel verjetno z Davyjevim odkritjem električnega obloka med ogljikovima elektrodama leta 1800. Prvo obločno peč, ki je delovala ne istosmerni in izmenični tok, je skonstruiral in leta 1878 patentiral Carl Wilhelm Siemens. Komercialna raba peči za proizvodnjo jekla je morala zaradi velike porabe električne energije počakati na večje dobavitelje električne energije in boljše ogljene elektrode.
Paul Héroult je zaslovel tudi z drugimi inovacijami, na primer s sistemom napeljave vode do hidroelektrarn, ki je v rabi še danes. 